# Font del Llorer
La Font del Llorer es troba al Parc de la Serralada Litoral, la qual fou recuperada pel Grup de Fonts d'Argentona l'any 1986 però que, a hores d'ara, sembla estar definitivament seca.
És una font solitària, al costat d'un marcat barranc vertical, profund i d'espessa vegetació, el qual baixa des de la plana de l'Espinal fins al torrent homònim. Davant de la font hi ha una petita esplanada i dos bancs de pedra. Ran de terra, sobresurt un rectangle de rajoles que podria ésser l'ampit d'un safareig o cisterna on es recollia l'aigua (ara està completament colgat de terra).

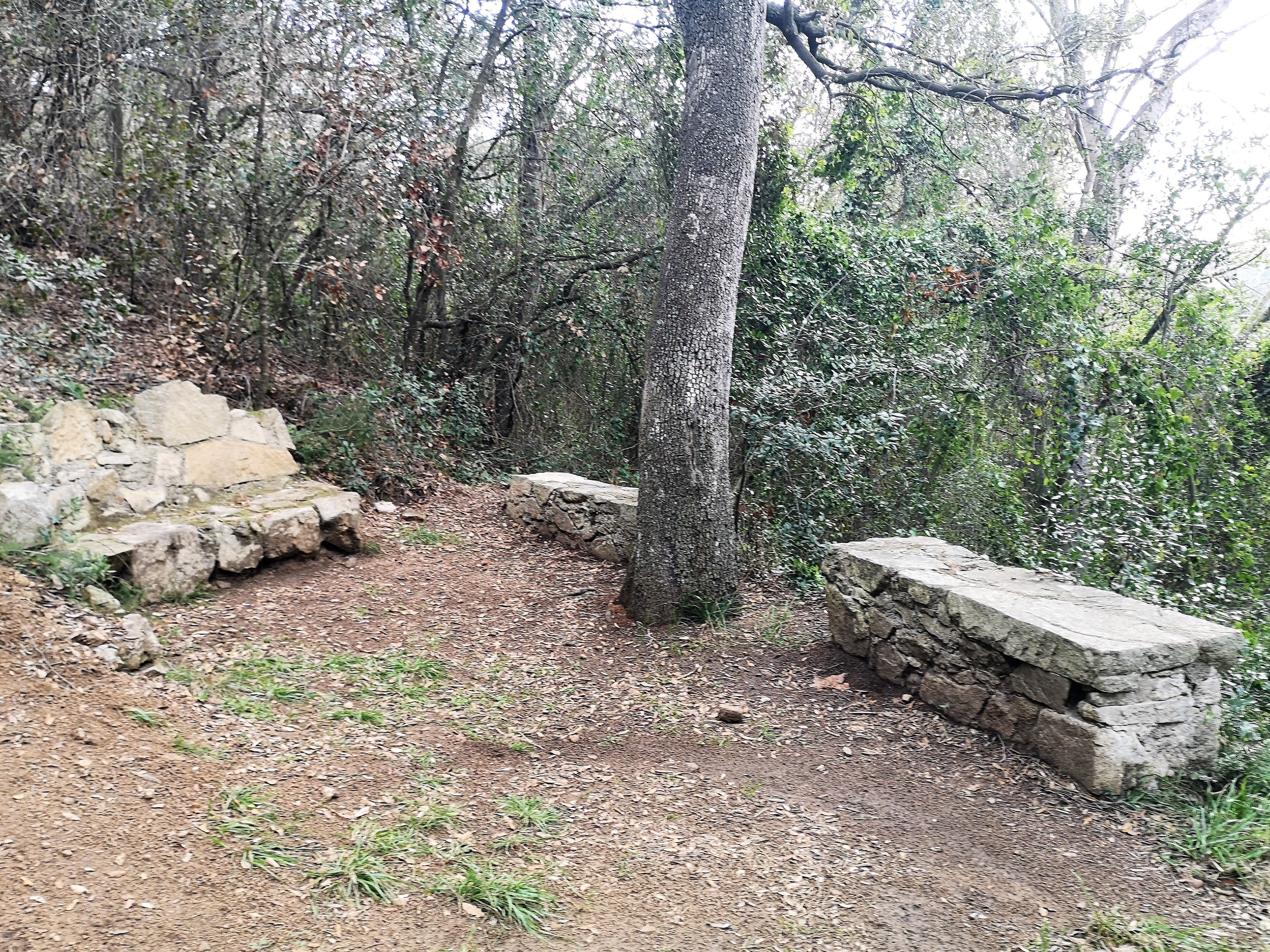
Bancs a la Font del Llorer

És ubicada a Argentona: situats al Pi de Ca l'Espinal, cal prendre la sendera que passa pel costat de la casa i baixa en direcció est cap al Xaragall de l'Espinal. Ignorem dos camins a l'esquerra. En un fort revolt a la dreta, uns 110 metres abans d'arribar a una pista més ampla, surt un discret corriolet a la dreta que duu a la font. Coordenades: x=448207 y=4604453 z=259.